# Golców
Golców (752 m) – wzgórze w Beskidzie Wyspowym. Znajduje się w miejscowości Stara Wieś w województwie małopolskim, w powiecie limanowskim, w gminie Limanowa. Jest to samotne wzgórze, w większości porośnięte lasem, częściowo zajęte pod pola uprawne. Mimo niedużej wysokości rozciągają się z niego szerokie widoki. Z odsłoniętych partii podszczytowych ładna panorama widoków. Szczególnie dobrze widać stąd Pasmo Łososińskie z takimi szczytami jak: Łysa Góra, Sałasz Wschodni, Jaworz oraz Miejska Góra z dużym krzyżem. W kierunku wschodnim i południowym widok na pobliskie wzniesienia Kuklacza, Łyżki, Pępówki, Skiełka, Ostrą i Cichonia.
Golców jest jedynym wzniesieniem Beskidów, z którego widać 3 miasta: Limanową, Stary Sącz i Nowy Sącz.
Na północnych stokach Cmentarz wojenny nr 369 – Stara Wieś-Golców z I wojny światowej. Spoczywają tu żołnierze polegli w 1914 r. w czasie dużej bitwy pod Limanową pomiędzy wojskami rosyjskimi i austro-węgierskimi. W bitwie tej w dniach 11–14 grudnia obydwie strony poniosły bardzo duże straty w zabitych i rannych. W zagajnikach wokół cmentarza dostrzec jeszcze można resztki okopów i fortyfikacji.

## Szlaki turystyki pieszej
– niebieski z Limanowej przez Jabłoniec, Golców (1:20 godz.) na Przełęcz Ostra-Cichoń (z Golcowa 2:45 godz.).